# Wyszogród

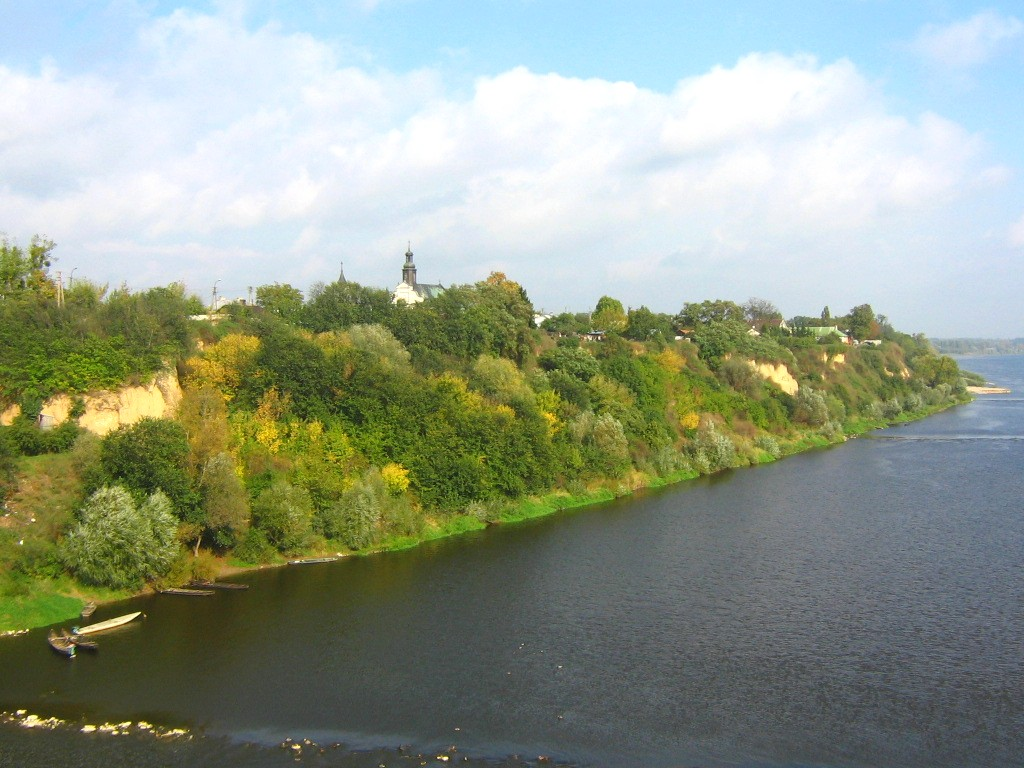
Ansicht des Weichselufers (2006)

Wyszogród ist eine Stadt im Powiat Płocki der Woiwodschaft Masowien in Polen. Sie hat nahezu 2600 Einwohner und ist Sitz der gleichnamigen Stadt-und-Land-Gemeinde. Die Stadt liegt im Süden der Gemeinde an der Weichsel, gegenüber mündet die Bzura in den Fluss.
Unter deutscher Besatzung erhielt Wyszogród nach dem Überfall auf Polen den Namen Hohenburg an der Weichsel.